# Alloperla ishikariana
Alloperla ishikariana är en bäcksländeart som beskrevs av Kohno 1953. Alloperla ishikariana ingår i släktet Alloperla och familjen blekbäcksländor. Inga underarter finns listade i Catalogue of Life.